# Nachalat Jicchak

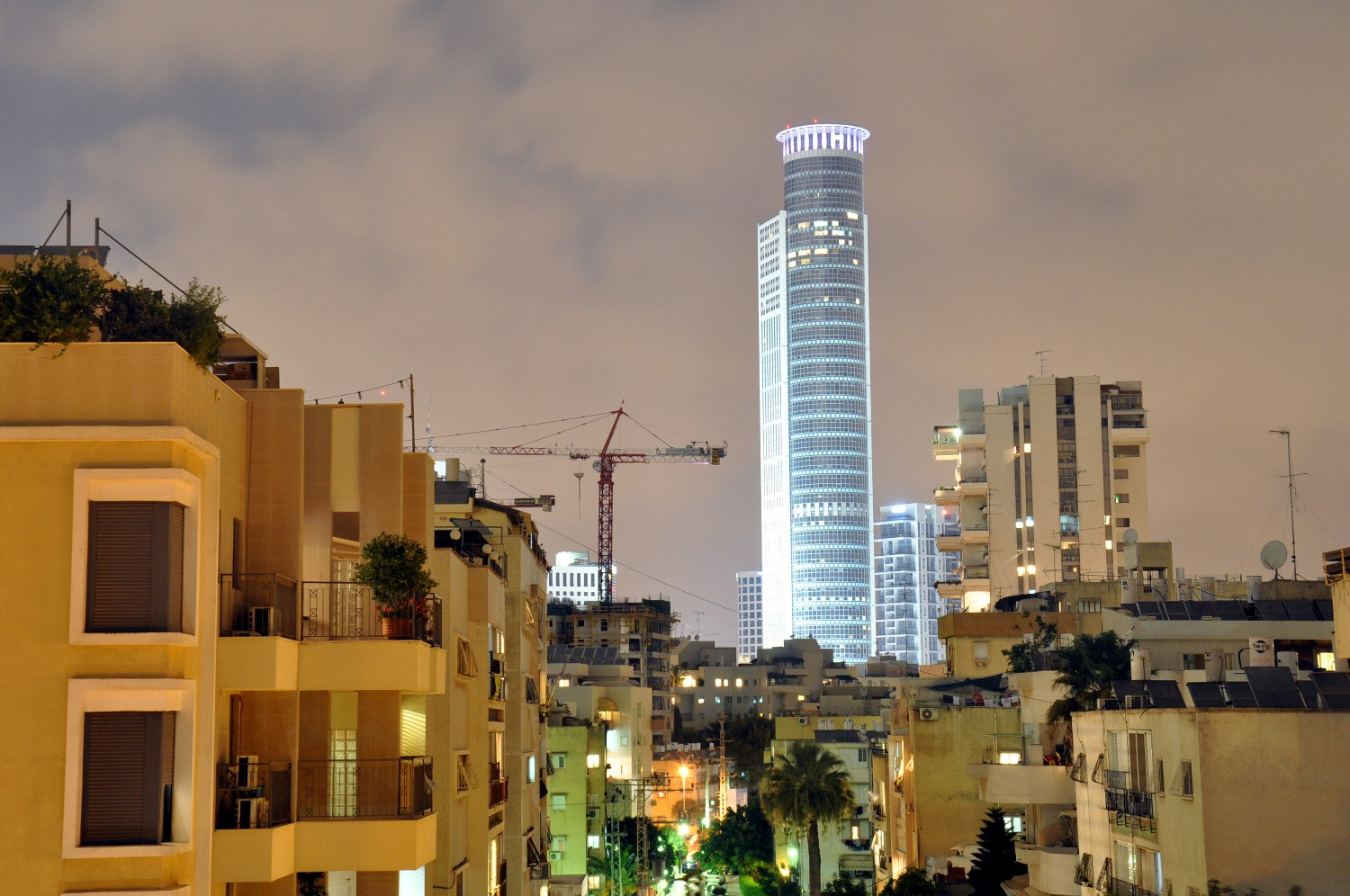
Zástavba ve čtvrti Nachalat Jicchak, v pozadí věž Mošeho Aviva v Ramat Gan

Nachalat Jicchak (hebrejsky נחלת יצחק‎, doslova Jicchakovo dědictví) je čtvrť ve východní části Tel Avivu v Izraeli. Je součástí správního obvodu Rova 9 a samosprávné jednotky Rova Mizrach.

## Geografie
Leží na východním okraji Tel Avivu, cca 3 kilometry od pobřeží Středozemního moře, v nadmořské výšce okolo 30 metrů. Dopravní osou je takzvaná Ajalonská dálnice (dálnice číslo 20), která probíhá společně s železniční tratí, na které se nachází železniční stanice Tel Aviv ha-Šalom, a tokem Nachal Ajalon po západním okraji čtvrtě. Na severu s ní sousedí katastr města Ramat Gan, na východě zase na ni plynule navazuje město Giv'atajim, na jihu s ní sousedí čtvrť Bicaron.

## Popis čtvrti
Plocha čtvrti je vymezena na severu ulicí Arvej Nachal, na jihu ulicí Derech ha-Šalom, na východě ulicemi Alijat ha-No'ar a Avnej Zikaron a na západě Ajalonskou dálnicí. Zástavba má charakter husté městské blokové výstavby. V západní části čtvrtě se rozkládají komerční areály. V roce 2007 tu žilo 7222 lidí.  Nachází se tu starý hřbitov Nachalat Jicchak,